# Hava Aney Dey
Hava Aney Dey (hind. Niesie nas wiatr, ang. Let The Wind Blow) – nagrodzony na festiwalach indyjski dramat z 2003 roku, zrealizowany na przedmieściach Mumbaju w Vikhroli i Andheri, we współpracy z Francją. Jego premiera odbyła się na Międzynarodowym Festiwalu Filmowym w Berlinie. W atmosferze napięcia spowodowanego zagrożeniem wojną atomową między Indiami a Pakistanem bohater z przedmieść mumbajskich zakochuje się w dziewczynie z "lepszego świata", oblewa egzamin, który dawałby mu szansę na podniesienie statusu społecznego, i marzy o wyjeździe do Dubaju, nadziei na wzbogacenie się.

## Obsada
- Aniket Vishwasrao – Arjun
- Nishikant Kamat – Chabia
- Tannishtha Chatterjee – Mona
- Rajshree Thakur – Salma
- Hridaynath Jadhav – Anil
- Yogesh Vinayak Joshi – Yogi
- Chinmay Kelkar – Sanju
- Tejas D. Parvatkar – Sudhir
- Deepak Qazir – Employment Agent
- Niaal Saad – Rohit
- Pubali Sanyal – Illa
- Ganesh Yadav – Sudhakar